# UGCA 86
UGCA 86 ist eine irreguläre Zwerggalaxie in der Maffei-Gruppe und liegt im Sternbild der Giraffe. Innerhalb der Maffei-Gruppe gehört sie der dortigen Untergruppe IC 342 an.

## Eigenschaften
Die Galaxie liegt in etwa in einer Entfernung von 8 Millionen Lichtjahren von unserem Sonnensystem und besitzt eine scheinbare Helligkeit von 13,5m. Sie entfernt sich von der Erde mit etwa 67 km/s.
Abgeleitet von der Entfernung einerseits und der scheinbaren Größe von 5,0 × 3,0 Bogenminuten andererseits ergibt sich ein Durchmesser dieser Galaxie von grob 12.000 Lichtjahren.